# Nemesia ibiza
Nemesia ibiza är en spindelart som beskrevs av Decae 2005. Nemesia ibiza ingår i släktet Nemesia och familjen Nemesiidae. Inga underarter finns listade i Catalogue of Life.